# Anikka Albrite
Anikka Albrite (7 d'agost de 1988, Denver, estat de Colorado) és una actriu pornogràfica i directora nord-americana que ha gravat més de 380 pel·lícules com a actriu. A més també ha dirigit quatre pel·lícules pornogràfiques dues d'elles per a l'empresa Evil Angel.  Està casada amb l'actor pornogràfic i director austríac Mick Blue des de l'any 2014. Tant ella com el seu marit van aconseguir en 2015 els Premis AVN a l'Artista femenina de l'any i l'Artista masculí de l'any, sent el primer matrimoni d'actors en aconseguir guanyar-lo de manera simultània.
Albrite va néixer a Denver, filla d'un matrimoni de cinc fills amb ascendència txeca, danesa, francesa i alemanya. Tot i haver nascut a Colorado, es va criar a Arizona i va passar la seva adolescència a cavall entre Wisconsin i Califòrnia, on resideix actualment. Abans d'entrar en la indústria pornogràfica, va treballar com a tècnic de laboratori, a més de comptar amb una especialitat universitària en biologia molecular i negocis. 
Albrite va entrar en la indústria del cinema per a adults a l'octubre del 2011 i en un principi es va unir a l'agència de OC Modeling. Actualment està representada per l'agent Mark Spiegler. El juny del 2015, Albrite, Mick Blue i Master Claudio van formar la productora BAM Visions per Evil Angel. El 4 de juny de 2015 Albrite fer el seu debut com a ballarina exòtica al local Crazy Horse (cavall boig, en català) a San Francisco, Califòrnia.